# Spermacoce latifolia
Spermacoce latifolia är en måreväxtart som beskrevs av Jean Baptiste Christophe Fusée Aublet. Spermacoce latifolia ingår i släktet Spermacoce och familjen måreväxter. Inga underarter finns listade i Catalogue of Life.